# Liste der Biografien/Case
Liste der Biografien |
Portal Biografien |
Personensuche
# |
A |
B |
C |
D |
E |
F |
G |
H |
I |
J |
K |
L |
M |
N |
O |
P |
Q |
R |
S |
T |
U |
V |
W |
X |
Y |
Z |
?
 
Ca |
Cb |
Cc |
Ce |
Ch |
Ci |
Cj |
Ck |
Cl |
Cm |
Cn |
Co |
Cr |
Cs |
Ct |
Cu |
Cv |
Cw |
Cy |
Cz
 
Caa–Cag |
Cah |
Cai |
Caj |
Cak |
Cal |
Cam |
Can |
Cao–Cap |
Caq |
Car |
Cas |
Cat–Caz
 
Casa |
Casc |
Casd |
Case |
Casg |
Cash |
Casi |
Cask |
Casl |
Casm |
Casn |
Caso |
Casp |
Casq |
Casr |
Cass |
Cast |
Casu |
Casw |
Casz
Die Liste der Biografien führt alle Personen auf, die in der deutschsprachigen Wikipedia einen Artikel haben. Dieses ist eine Teilliste mit 163 Einträgen von Personen, deren Namen mit den Buchstaben „Case“ beginnt.

## Case
- Casè, Angelo (1936–2005), Schweizer Schriftsteller
- Case, Anne (* 1958), US-amerikanische Wirtschaftswissenschaftlerin und Hochschullehrerin
- Case, Cale (* 1958), US-amerikanischer Politiker (Republikaner)
- Case, Charles (1817–1883), US-amerikanischer Politiker
- Case, Charles O. (1860–1933), US-amerikanischer Lehrer und Politiker
- Case, Clarence E. (1877–1961), US-amerikanischer Politiker
- Case, Clifford P. (1904–1982), US-amerikanischer Politiker
- Case, Dale (* 1938), US-amerikanischer Animator und Filmregisseur
- Case, Ed (* 1952), US-amerikanischer Politiker der Demokratischen Partei
- Case, Ermine Cowles (1871–1953), US-amerikanischer Paläontologe
- Case, Everett (1900–1966), US-amerikanischer Basketball-Coach
- Case, Francis H. (1896–1962), US-amerikanischer Politiker
- Case, Humphrey (1918–2009), britischer Prähistoriker und Archäologe
- Case, Jimmy (* 1954), englischer Fußballspieler
- Case, John († 1600), britischer Philosoph und Musikexperte
- Case, John (1889–1975), US-amerikanischer Hürdenläufer
- Case, Jules (1854–1931), französischer Schriftsteller, Journalist und Literaturkritiker
- Case, Kenneth (1923–2006), US-amerikanischer Physiker
- Case, Marc-Kanyan (1942–2023), französischer Fußballspieler
- Case, Neko (* 1970), US-amerikanische Singer-Songwriterin
- Case, Norman S. (1888–1967), US-amerikanischer Politiker
- Case, Paul Foster (1884–1954), US-amerikanischer Okkultist und Rosenkreuzer
- Casè, Pierre (1944–2022), Schweizer Maler, Zeichner, Kupferstecher und Illustrator
- Case, Ross (* 1951), australischer Tennisspieler
- Case, Russ (1912–1964), US-amerikanischer Jazz- und Unterhaltungsmusiker
- Case, Steve (* 1958), US-amerikanischer IT-Unternehmer, Gründer von America Online (AOL)Steve Case (* 1958)

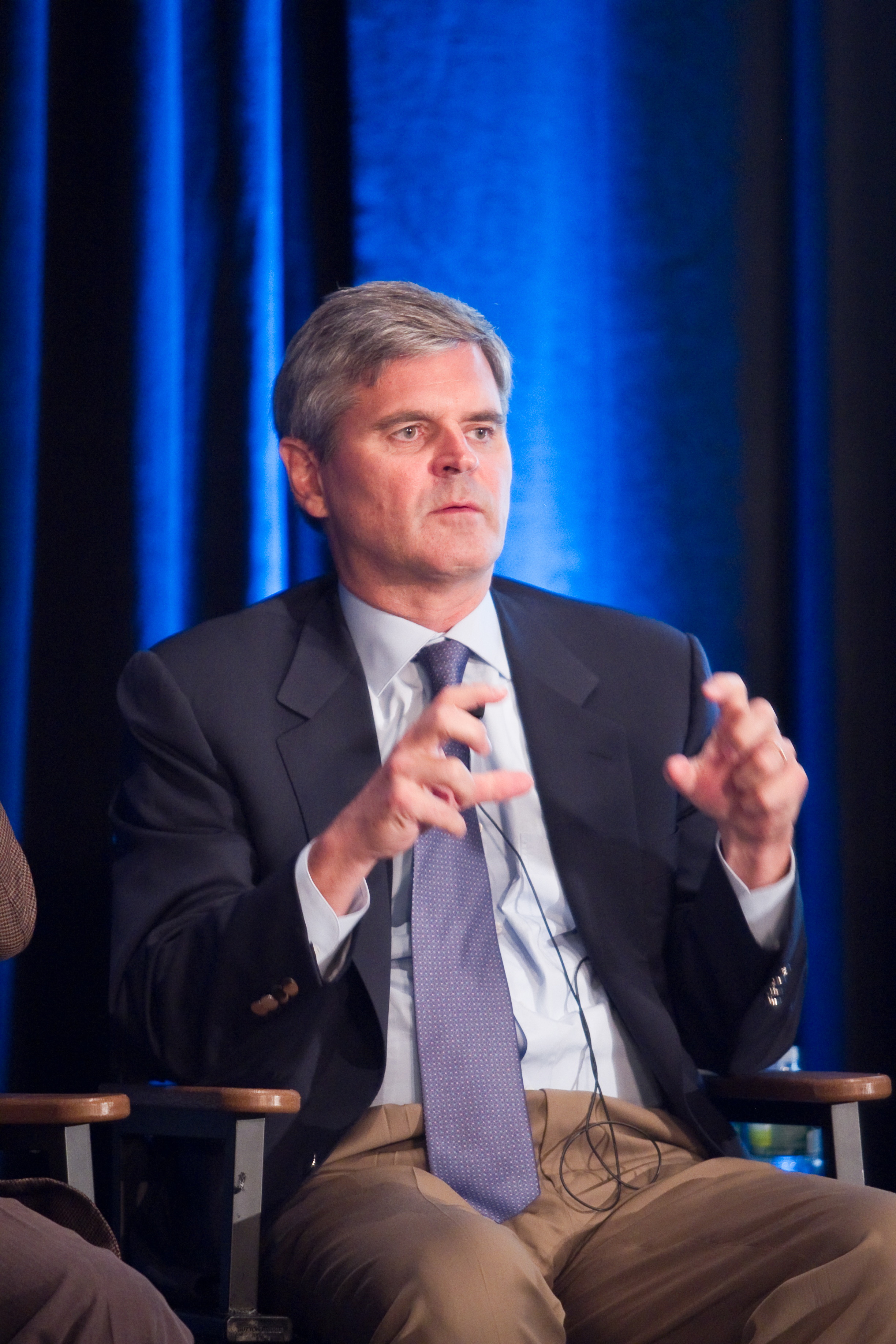
Steve Case (* 1958)

- Case, Thomas R., US-amerikanischer Offizier, Generalleutnant der US Air Force
- Case, Walter (1776–1859), US-amerikanischer Jurist und Politiker

### Caseb
- Casebeer, Jeremy (* 1989), US-amerikanischer Beachvolleyballspieler

### Casei
- Casei, Nedda (1932–2020), US-amerikanische Opernsängerin (Mezzosopran)

### Casel
- Casel, Odo (1886–1948), deutscher römisch-katholischer Liturgiewissenschaftler
- Casel, Simon (* 1981), deutscher Basketballspieler
- Caselius, Johannes (1533–1613), deutscher Philosoph und Humanist
- Caselius, Martin (1608–1656), deutscher lutherischer Theologe
- Casell, Johannes (* 1962), deutscher Schauspieler
- Casella, Alfredo (1883–1947), italienischer Komponist, Musiker und Musikkritiker
- Casella, Daniele (1557–1646), schweiz-italienischer Architekt und Bildhauer der Manierismus
- Casella, Enrique Mario (1891–1948), argentinischer Komponist
- Casella, Fedele, italienischer Bildhauer und Stuckateur
- Casella, Giorgio (1847–1929), Schweizer Arzt und Politiker (CSP)
- Casella, Italo (1862–1936), italienisch-argentinischer Geiger
- Casella, Jimmy (1924–1976), US-amerikanischer Pokerspieler
- Casella, Mario (1886–1956), italienischer Romanist, Italianist und Hispanist
- Casella, Mario (* 1959), Schweizer Bergführer, Filmemacher, Journalist und Buchautor.
- Casella, Max (* 1967), US-amerikanischer SchauspielerMax Casella (* 1967)

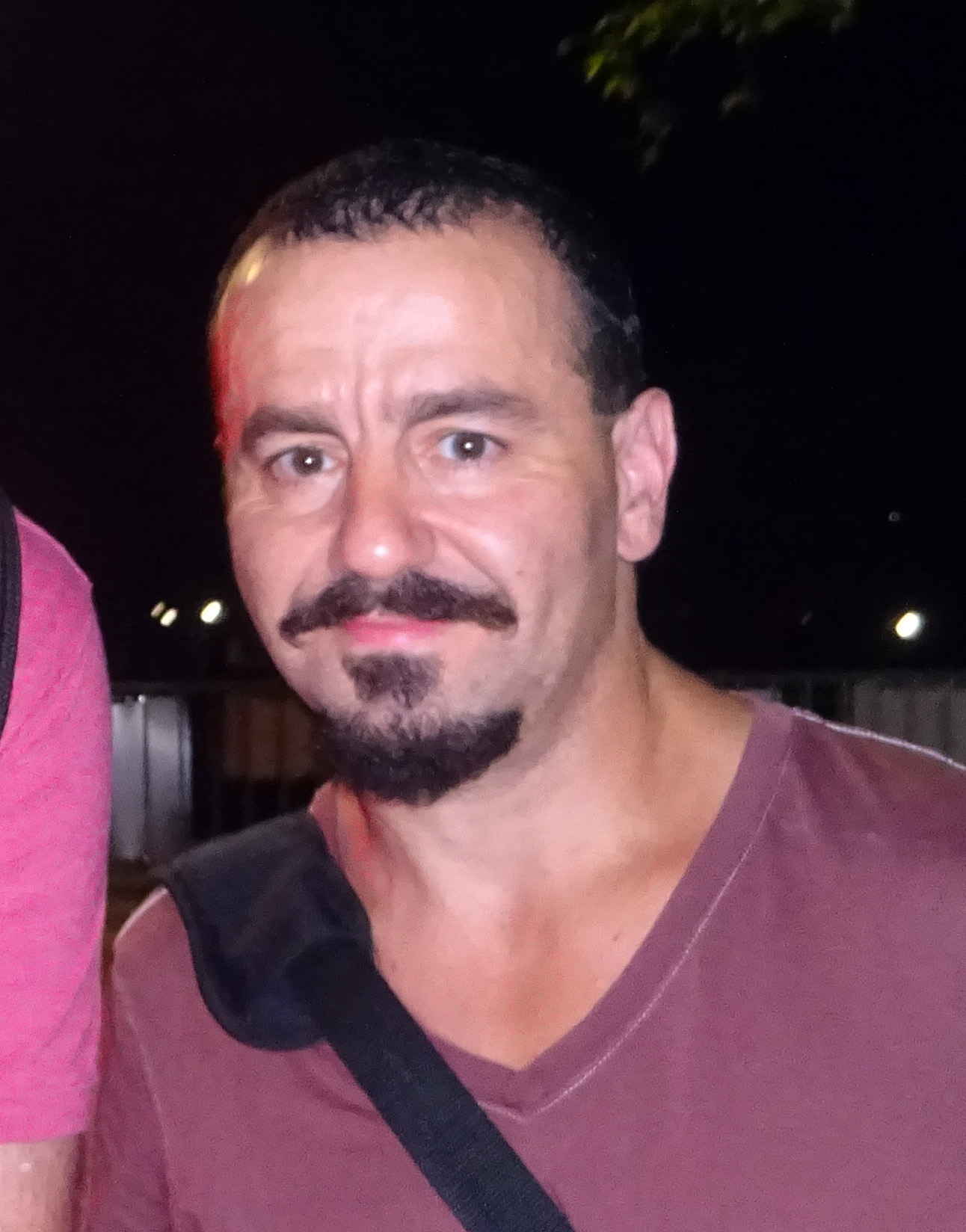
Max Casella (* 1967)

- Casella, Michel (* 1940), argentinischer Judoka
- Casella, Paolo (1938–2005), italienischer Schauspieler
- Casella, Pedro (1898–1971), uruguayischer Fußballspieler
- Casella, Scipione, italienischer Bildhauer, Stuckateur und Silberschmied
- Casella, Theodor (1900–1923), deutscher Soldat, Teilnehmer am Hitler-Ludendorff-Putsch
- Casellas Leal, Roberto (1922–2018), mexikanischer Jurist und Botschafter
- Casellas, José, mexikanischer Fußballspieler
- Casellati, Antonio (1928–2020), italienischer Politiker, Bürgermeister von Venedig, MdEP
- Caselli, Carlo Francesco (1740–1828), italienischer Geistlicher, Kardinal der Römischen Kirche
- Caselli, Caterina (* 1946), italienische Sängerin
- Caselli, Chiara (* 1967), italienische SchauspielerinChiara Caselli (* 1967)

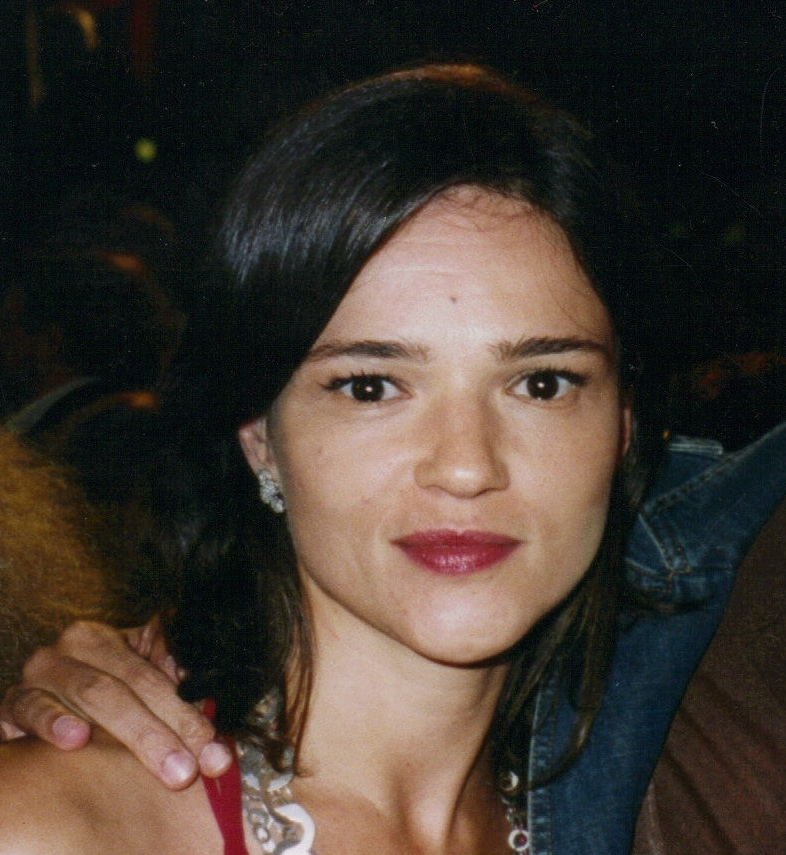
Chiara Caselli (* 1967)

- Caselli, Cristoforo (1461–1521), italienischer Maler
- Caselli, Giovanni (1815–1891), italienischer Physiker
- Caselli, Giulio Alvise (* 1979), deutsch-italienischer Opernsänger (Bariton)
- Caselli, Giuseppe (1893–1976), italienischer Maler
- Caselli, Kurt (1983–2013), US-amerikanischer Motorradrennfahrer
- Caselli, Nadir (* 1989), italienische Schauspielerin und Model
- Caselli, Paola (* 1966), italienische Astrophysikerin
- Casellini, Fernand, französischer Autorennfahrer
- Caselmann, Christian Theobald (1889–1979), deutscher Pädagoge
- Caselotti, Adriana (1916–1997), US-amerikanische Sängerin und Synchronsprecherin
- Casely Hayford, Adelaide Smith (1868–1960), sierra-leonesische Feministin, Rechtsanwältin und Schriftstellerin
- Casely-Hayford, Gladys (1904–1950), ghanaisch-sierra-leonische Schriftstellerin, Dichterin und Künstlerin

### Casem
- Casembroot, Eduard August Otto de (1812–1883), niederländischer Politiker und Generalleutnant
- Casement, Michael (* 1933), britischer Ornithologe und Marineoffizier
- Casement, Roger (1864–1916), britischer Diplomat und irischer NationalheldRoger Casement (1864–1916)

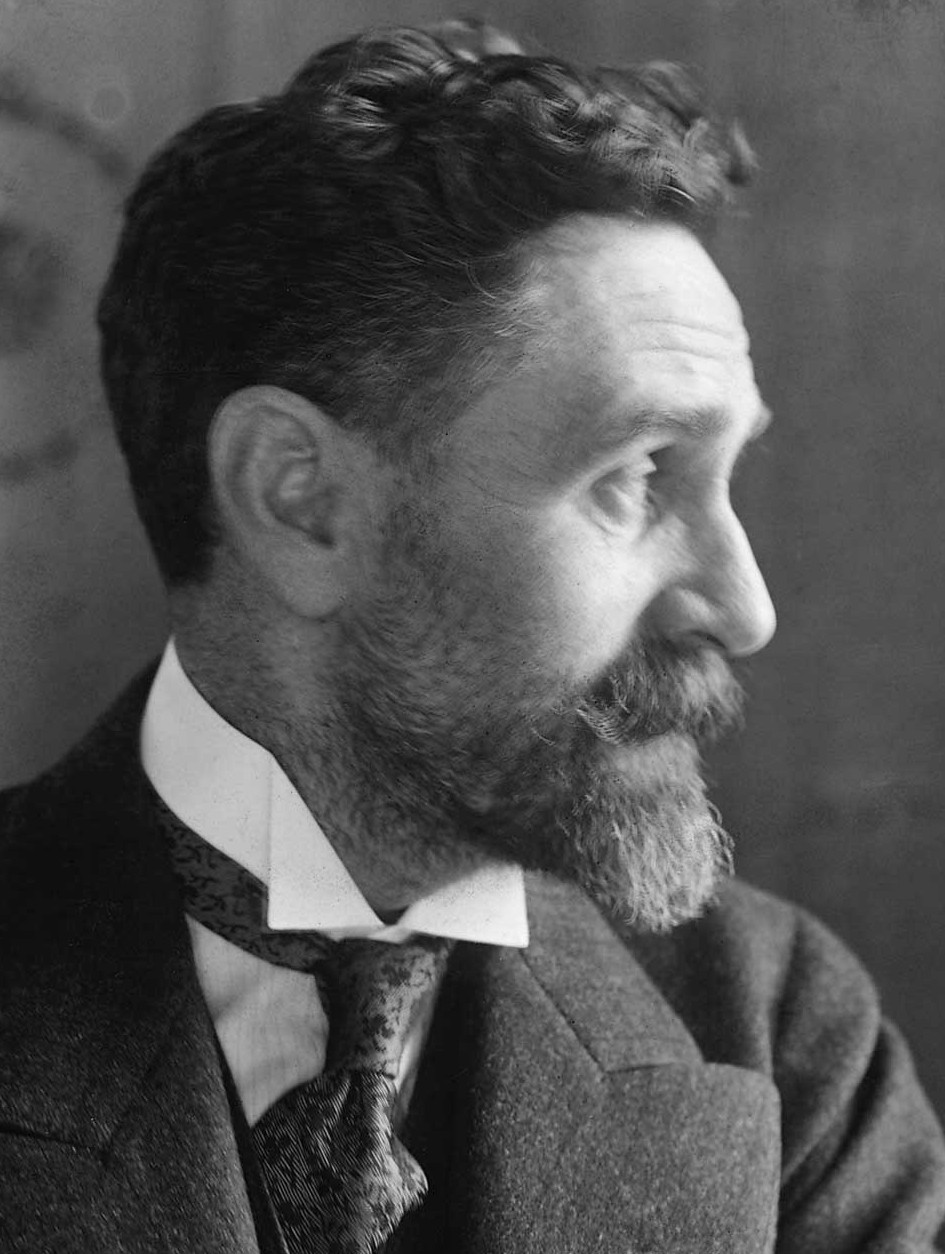
Roger Casement (1864–1916)

- Casemiro (* 1992), brasilianischer Fußballspieler

### Casen
- Caseneuve, Pierre de (1591–1652), französischer römisch-katholischer Geistlicher, Historiker und Romanist
- Casentini, Maria, italienische Tänzerin

### Caser
- Caserini, Mario (1874–1920), italienischer Filmregisseur, Schauspieler und Drehbuchautor
- Caserini, Piero (* 1901), italienischer Drehbuchautor und Produktionsleiter
- Caserio, Marjorie C. (1929–2021), US-amerikanische Chemikerin (organische Chemie)
- Caserio, Sante Geronimo (1873–1894), italienischer Anarchist
- Casero, Ángel (* 1972), spanischer Radrennfahrer
- Casero, Rafael (* 1976), spanischer Radrennfahrer
- Caserta, Fabio (* 1978), italienischer Fußballspieler
- Caserta, Flavio (* 2003), Schweizer Fussballspieler
- Caserta, Philippus de, mittelalterlicher Musiktheoretiker und Komponist
- Caserta, Raffaello (* 1972), italienischer Säbelfechter
- Casertano, Giovanni (1941–2023), italienischer Philosophiehistoriker
- Casertano, Stefano (* 1978), italienischer Regisseur, Drehbuchautor und Filmproduzent

### Cases
- Cases Andreu, Francisco (* 1944), spanischer Geistlicher und römisch-katholischer Bischof der Kanarischen Inseln

### Caset
- Casetta, Belén (* 1994), argentinische Hindernisläuferin
- Casetta, Sofía (* 2001), argentinische Sprinterin
- Casetti, Christoph (1943–2020), Schweizer römisch-katholischer Theologe, Bischofsvikar in Chur

### Casew
- Casewit, Curtis W. (1922–2002), amerikanischer Schriftsteller

### Casey
- Casey (* 1976), französische Rapperin
- Casey, Adam (* 1986), australischer Fußballspieler
- Casey, Al (1915–2005), US-amerikanischer Jazzgitarrist
- Casey, Al (1936–2006), US-amerikanischer Rockabilly-Gitarrist
- Casey, Albert Vincent (1920–2004), US-amerikanischer Manager, United States Postmaster General (1986)
- Casey, Alistair (* 1981), schottischer Badmintonspieler
- Casey, Aoife (* 1999), irische Ruderin
- Casey, Bernie (1939–2017), US-amerikanischer Schauspieler, Dichter und American-Football-Spieler
- Casey, Bob (1909–1986), US-amerikanischer Jazzmusiker
- Casey, Bob (* 1960), US-amerikanischer Politiker
- Casey, Caroline (* 1994), US-amerikanische Fußballtorhüterin
- Casey, Charles (1895–1952), irischer Jurist, Generalstaatsanwalt und Richter
- Casey, Conor (* 1981), US-amerikanischer FußballspielerConor Casey (* 1981)

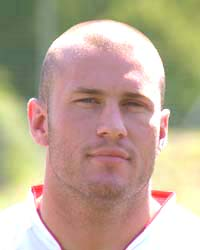
Conor Casey (* 1981)

- Casey, Daniel (* 1972), britischer Schauspieler
- Casey, Dillon (* 1983), US-amerikanisch-kanadischer Schauspieler
- Casey, Dwane (* 1957), US-amerikanischer Basketballtrainer
- Casey, E. Thomas (1924–2005), US-amerikanischer Architekt
- Casey, Eamon (1927–2017), irischer Geistlicher und Missionar, römisch-katholischer Bischof
- Casey, Edward S. (* 1939), US-amerikanischer Philosoph und Hochschullehrer
- Casey, Floyd (1900–1967), US-amerikanischer Jazzmusiker (Waschbrett, Schlagzeug)
- Casey, Gavin (1907–1964), australischer Schriftsteller
- Casey, Gene (1933–2003), US-amerikanischer Jazzpianist, Komponist und Arrangeur
- Casey, George (1933–2017), US-amerikanischer Drehbuchautor, Filmproduzent und Filmregisseur
- Casey, George W. junior (* 1948), US-amerikanischer Militär, Kommandeur der Multinationalen Truppen im Dritten GolfkriegGeorge W. Casey junior (* 1948)

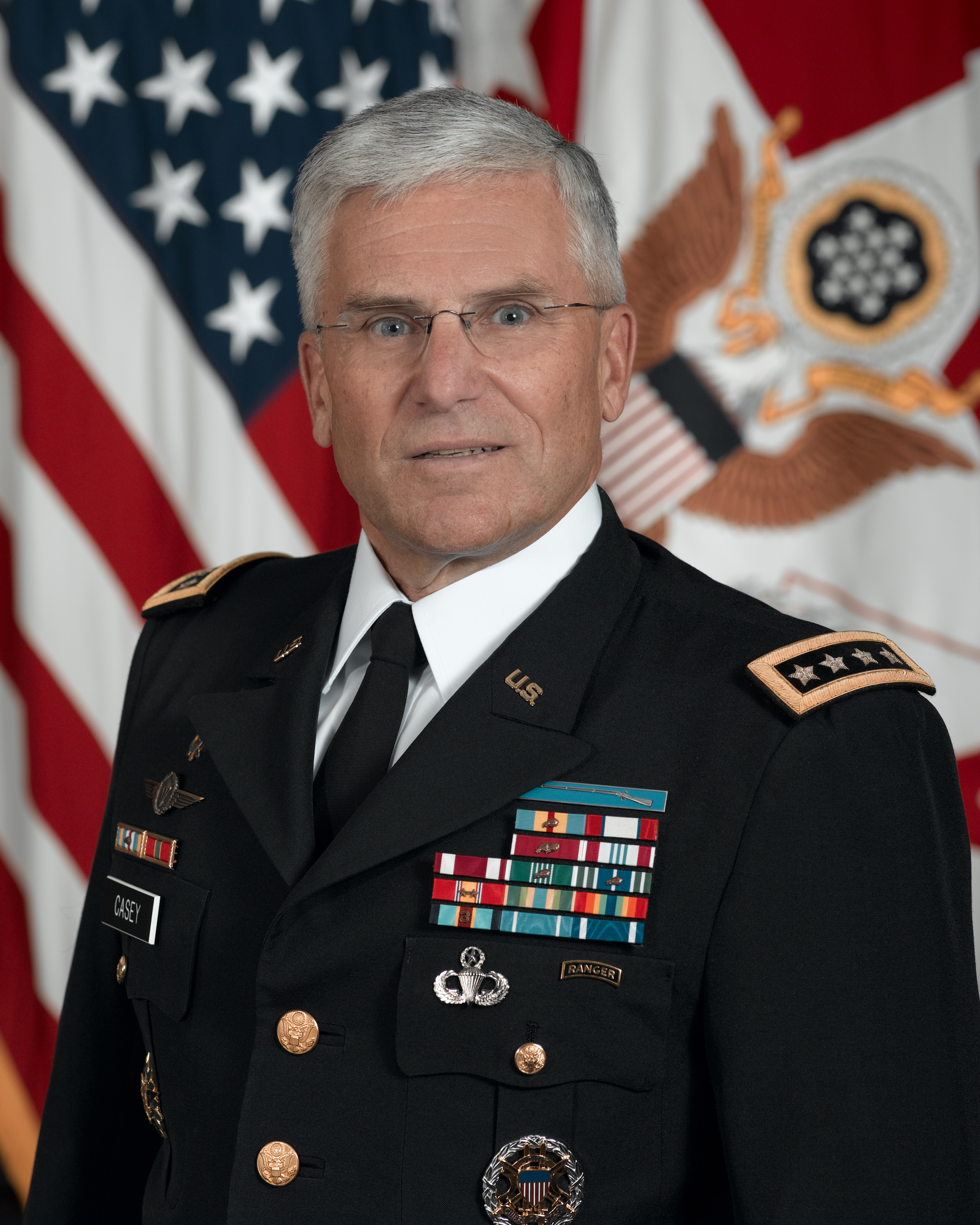
George W. Casey junior (* 1948)

- Casey, George W. senior (1922–1970), US-amerikanischer Offizier, Generalleutnant der US-Army
- Casey, Gilbert (1856–1946), australischer Utopist, Journalist und Arbeiterführer
- Casey, Howie (* 1937), britischer Saxophonist
- Casey, Jacqueline (1927–1992), US-amerikanische Grafikdesignerin
- Casey, James Vincent (1914–1986), US-amerikanischer Geistlicher, Erzbischof von Denver
- Casey, Jane (* 1977), irische Autorin von Kriminalromanen
- Casey, Joe, US-amerikanischer Comicautor
- Casey, John (1820–1891), irischer Mathematiker
- Casey, John J. (1875–1929), US-amerikanischer Politiker
- Casey, Jon (* 1962), US-amerikanischer Eishockeytorwart
- Casey, Joseph (1814–1879), US-amerikanischer Jurist und Politiker
- Casey, Joseph E. (1898–1980), US-amerikanischer Politiker
- Casey, Julian (* 1968), irischer Schauspieler und Synchronsprecher
- Casey, Jurrell (* 1989), US-amerikanischer American-Football-Spieler
- Casey, Karan (* 1969), irische Musikerin, Irish-Folk-Sängerin
- Casey, Karen (1956–2021), australische Künstlerin
- Casey, Kathryn, US-amerikanische Schriftstellerin
- Casey, Kellie (* 1965), kanadische Skirennläuferin
- Casey, Kellogg (1877–1938), US-amerikanischer Sportschütze
- Casey, Ken (* 1969), US-amerikanischer BassistKen Casey (* 1969)
- Casey, Kevin (* 1940), irischer Autor

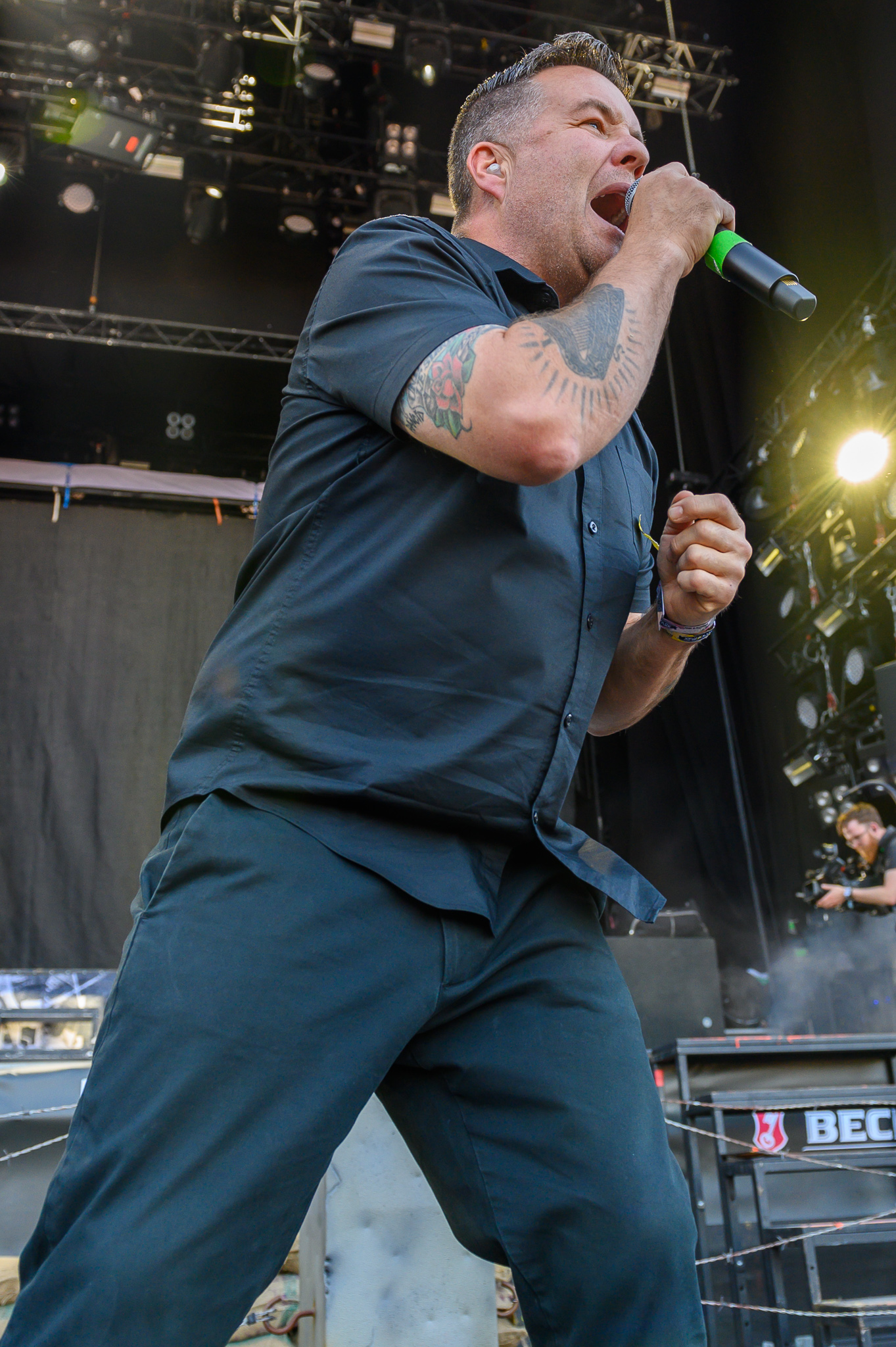
Ken Casey (* 1969)

- Casey, Kimberley, US-amerikanische Filmproduzentin, Filmregisseurin und Filmschauspielerin
- Casey, Levi († 1807), US-amerikanischer Politiker
- Casey, Levi (1904–1983), US-amerikanischer Dreispringer
- Casey, Lyman R. (1837–1914), US-amerikanischer Politiker
- Casey, Michael (* 1942), australischer römisch-katholischer Trappist und spiritueller Autor
- Casey, Owen (* 1969), irischer Tennisspieler
- Casey, Pat (* 1962), irischer Politiker (Fianna Fáil)
- Casey, Patrick Joseph (1913–1999), englischer Geistlicher und römisch-katholischer Bischof von Brentwood
- Casey, Paul (* 1977), englischer Golfer
- Casey, Richard, Baron Casey (1890–1976), australischer Politiker und Außenminister
- Casey, Robert (* 1967), US-amerikanischer Geistlicher, römisch-katholischer Erzbischof von Cincinnati
- Casey, Robert P. (1932–2000), US-amerikanischer Politiker
- Casey, Robert Pierce (1897–1959), US-amerikanischer Kirchenhistoriker
- Casey, Robert R. (1915–1986), US-amerikanischer Politiker
- Casey, Samuel L. (1821–1902), US-amerikanischer Politiker
- Casey, Seán (1922–1967), irischer Politiker
- Casey, Sieruan (1962–2022), deutsch-irakischer Schauspieler, Moderator und Sänger
- Casey, Solanus (1870–1957), US-amerikanischer römisch-katholischer Kapuziner und SeligerSolanus Casey (1870–1957)

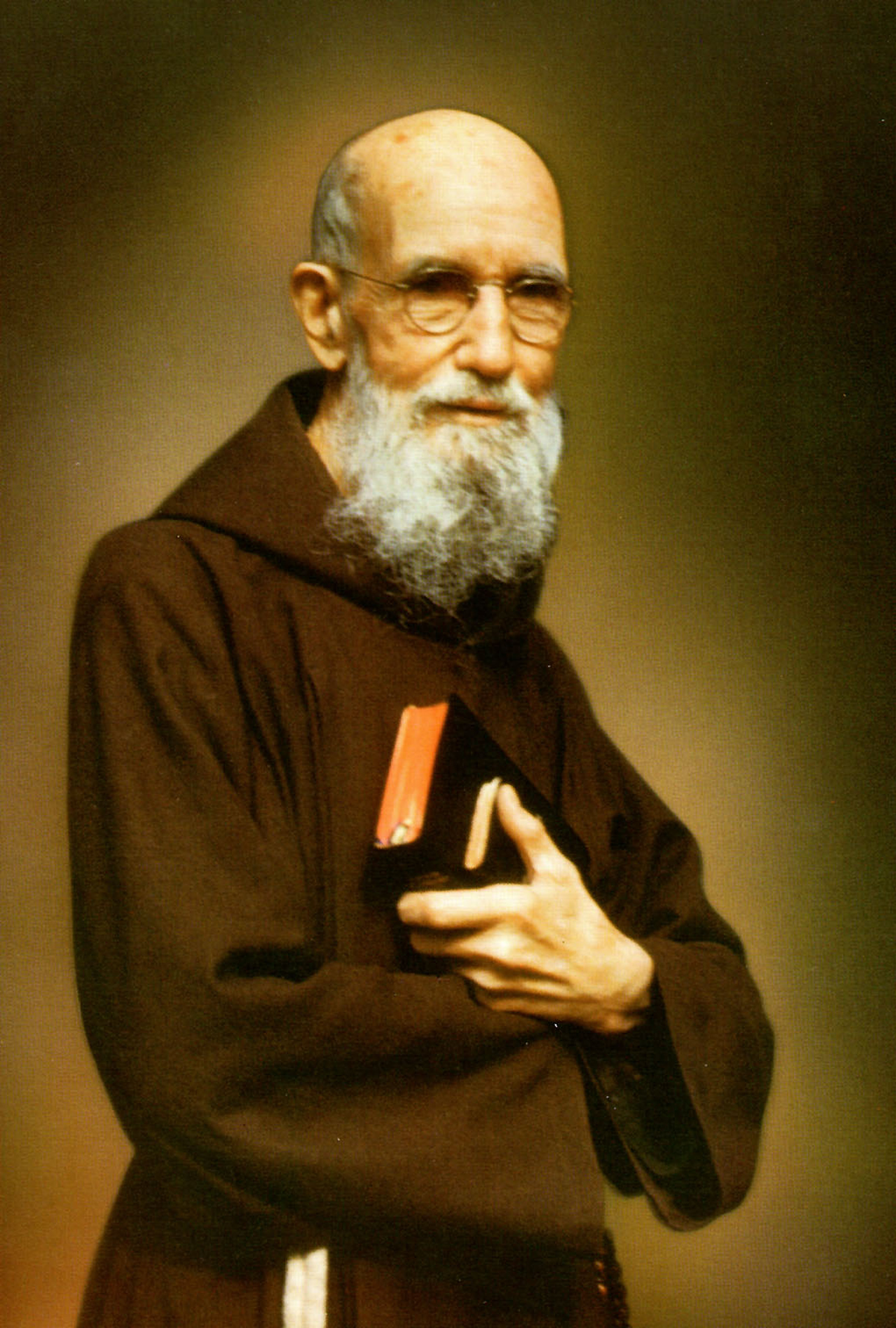
Solanus Casey (1870–1957)

- Casey, Sue (1926–2019), US-amerikanische Schauspielerin
- Casey, Thomas Lincoln (1831–1896), US-amerikanischer Offizier, Brigadegeneral der US-Army
- Casey, Tom (1921–2003), australischer Politiker, Abgeordneter und Minister
- Casey, Tommy (1930–2009), nordirischer Fußballspieler und -trainer
- Casey, Warren (1935–1988), US-amerikanischer Autor, Mitautor des Musicals Grease
- Casey, William J. (1913–1987), US-amerikanischer Jurist, Direktor der CIA (1981–1987)
- Casey, William Robert (* 1944), US-amerikanischer Bergbauingenieur und Diplomat
- Casey, Zadok (1796–1862), US-amerikanischer Politiker

### Casez
- Casez, Isabelle (* 1964), französische Kamerafrau